# Fatimah Tuggar
Fatimah Tuggar est une artiste plasticienne d'origine nigériane, qui enseigne (2017) à l'Université de l'École d'art et de design de l'Ontario (Toronto), après avoir vécu à New York pendant plusieurs années. À l'aide de photomontages et d'installations confrontant des univers culturels éloignés — tels que l'environnement rural africain et l'espace urbain occidental —, elle fait largement appel aux technologies numériques qui constituent à la fois le support et le sujet de son œuvre.

## Biographie
Fatimah Tuggar est née le 15 août 1967 à Kaduna au Nigeria
Dès ses premières réalisations de lycéenne, elle se plaît à transcender les codes et crée notamment, à l'aide de collages, des affiches pour des films d'horreur imaginaires.
Entre 1983 et 1985 elle fréquente la Blackheath School of Art de Londres, avant de poursuivre, de 1987 à 1992, ses études au Kansas City Art Institute (Missouri) où elle décroche son BFA. C'est à l'Université Yale qu'elle obtient le MFA en 1995. Elle complète ensuite sa formation au Whitney Museum of American Art (New York).

## Expositions
Ses œuvres ont été présentées dans une vingtaine de pays sur les cinq continents, notamment aux Rencontres africaines de la photographie de Bamako (Mali), à la 2e biennale de Johannesbourg (Afrique du Sud), au Museum Kunstpalast de Düsseldorf (Allemagne), au Centre Georges Pompidou (Paris), à la 24e Biennale d'arts graphiques de Ljubljana (Slovénie), à la Photobiennale de Moscou (Russie), à la Biennale d'Istanbul (Turquie), celle de Gwangju (Corée du Sud) ou au Museum of Modern Art à New York.
En 2011, une rétrospective de ses œuvres, intitulée Fatimah Tuggar Dream Team: Works from 1995 to 2011, est présentée par le Green Hill Center for NC Art à Greensboro (Caroline du Nord).